# Łęgi koło Wymiarek
Łęgi koło Wymiarek este o arie protejată (sit de importanță comunitară — SCI) din Polonia întinsă pe o suprafață de 159,16 ha, integral pe uscat.

## Localizare
Centrul sitului Łęgi koło Wymiarek este situat la coordonatele 51°31′35″N 15°04′00″E / 51.5263°N 15.0667°E.

## Înființare
Situl Łęgi koło Wymiarek a fost declarat sit de importanță comunitară în martie 2007 pentru a proteja un număr necunoscut de specii din flora spontană și fauna sălbatică aflate în arealul zonei.

## Biodiversitate
Situată în ecoregiunea continentală, aria protejată conține 4 habitate naturale: Pajiști cu Molinia pe soluri calcaroase, turboase sau argilos-nămoloase (Molinion caeruleae), Păduri de stejar și carpen Galio-Carpinetum, Păduri acidofile de stejar bătrân cu Quercus robur pe câmpii nisipoase, Păduri aluvionare cu Alnus glutinosa și Fraxinus excelsior (Alno-Padion, Alnion incanae, Salicion albae).
La baza desemnării sitului se află un număr nedeclarat de specii protejate.